# Коммунистическая партия Мальты
Коммунистическая партия Мальты (мальт. Partit Komunista Malti) — коммунистическая партия в Республике Мальта.
Основана в декабре 1969 года на конференции марксистских групп после выхода из Лейбористской партии Мальты её левого крыла. В феврале 1979 года на II съезде партии была принята её программа; главной целью КПМ было определено «объединение всех антиимпериалистических, патриотических, прогрессивных сил».
В 1980-е вела широкую деятельность среди рабочих, интеллигенции, студенчества.
Под руководством КПМ действовала Лига прогрессивной молодёжи Мальты.

## Участие в выборах
Партия принимала участие во всеобщих выборах 1987 года, на которых получила 119 (0,1 %) голосов и не прошла в парламент. В дальнейшем партия не принимала участия в выборах ни на национальном, ни на общеевропейском уровне.

## Руководители партии
- Антони Вассало (Председатель в 1969—1976, Генеральный секретарь в 1976—2004)
- Антони Балдакино (Председатель с 1976)
- Виктор Деджованни (с 2004)